# ギビングチューズデー
ギビングチューズデー（Giving Tuesday）とは、ハッシュタグ効果を狙ったスタイルで#GivingTuesdayと表記されることが多いが、アメリカ合衆国の感謝祭（サンクス・ギビングデー）明けの火曜日を指す。これはクリスマス休暇が始まる前に国際的な「寄付の日」を設けようという社会的なムーブメントのことで、感謝祭後のシーズン（ブラックフライデーやサイバー・マンデー）の商業活動と消費者主義に対抗するものとして、2012年にニューヨークの慈善団体92nd Street Yと国連基金が始めたものである。

## 歴史

### 2012年
Giving Tuesdayというアイデアが最初に発表されたのは2012年10月、Giving Tuesdayが最初に計画された日（2012年11月27日）の1ヵ月前のことである。Giving Tuesday創設パートナーのマシャブル（アメリカの大手テックメディアサイト）が発表した。報道記事に名前が挙がっている他の創設パートナーには、スカイプ（Skype for Peaceの立ち上げ）とシスコがある。その後数週にわたって、マイクロソフト、ソニー、アルド、ケース財団、ハイファー・インターナショナル、フェニックス・ハウス、スターウッズ・ホテルズなど、他のパートナー組織も発表された。
Giving Tuesdayの詳細を伝えたのはマシャブルである。他にもCNet、ハフィントン・ポスト、デザレットニュースといったニュースのサイトはかなり以前からGiving Tuesdayについて取り上げていた。Giving Tuesdayの直前、最中、直後には、ワシントン・ポスト、ホワイトハウスの公式ブログ、ABCニュース、ハフィントン・ポストも取り上げた。フォーブスは、その機会を利用して効果的な募金のガイドを発行した。

### 2013年
2013年にも、マシャブルは、Giving Tuesday用の無料コミュニケーションツール「ハングアウト・アトン」のサービスを提供するため、グーグル＋との提携を含めてGiving Tuesdayについて報じた。ハフィントン・ポストもGiving Tuesdayについて大々的に報道した。
Giving Tuesdayは、チャリティー・ナビゲーター、クロニクル・オブ・フィランソロピーなど、チャリティー活動に関する数多くの情報サイトの取材も受けた。12月4日付のクロニクル・オブ・フィランソロピーの記事では、グッド・ベンチャーズ（ダスティン・モスコビッツが設立し、妻のカリ・ツナが運営する基金）がギブ・ディレクトリ、グーグル+のハングアウト・ア・トン、そしてケース財団が発表したマッチング・グランツ（組み合わせ助成金）に寄付したことを大きく取り上げた。
Giving Tuesdayは、ロサンゼルス・タイムズやUSAトゥデイといった主要紙でも取り上げられた。
2013年のGiving Tuesdayのチャリティー活動への寄付は、2012年と比べてほぼ倍増した。2013年のGiving Tuesdayには7,000を超えるNPOが参加した。

### 2014年
2014年の#GivingTuesday運動から、#GivingTowerが誕生した。#GivingTowerとは、92nd Street Y、国連基金、クラウドライズとが提携して提供しているアプリのこと。バーチャルリアリティーの技術を駆使した#GivingTowerは、1回の寄付が煉瓦1個分で、それを積み上げていくとタワーになる仕組みである。
フィランソロピー・ニューズ・ダイジェスト、クロニクル・オブ・フィランソロピー、そしてマシャブルは、インディアナ大学リリー・ファミリー・スクール・オブ・フィランソロピーが（ケース財団のサポートを得て）ブラックバウド、ドナー・パーフェクト、グローバル・ギビング、ネットワーク・フォー・グッド、ラゾーが処理した募金に基づいて出した見積もりについて報告した。それによると、Giving Tuesdayでは合計4,570万ドル（3,490万ドルがオンラインで、1,080万ドルが翌日処理されるオフラインで）が寄付されたことになる。そのうち2,610万ドルがブラックバウドの扱いである。インディーゴーゴーが419のNPOのために当日調達したとしている750万ドルは計算に入れていない。2014年、この運動は国際的な広がりを見せ、世界68ヵ国の団体や個人が参加するようになった。

### 2015年
ジョン・テンプルトン財団がアメリカ人のアンケートを基にしたある調査報告を発表した。それによると、ブラックフライデーについては回答者の93%がよく知っているが、Giving Tuesdayについて知っているのはわずか18%であった。つまり、Giving Tuesdayは、知名度という点ではまだまだ低く、人々に認知してもらうまでには時間がかかるということである。そうはいっても、主催者側は、Giving Tuesdayで動く金額、ボランティア活動、知名度の今後の増大については楽観視しており、募金の処理業者や小売業者もマッチング募金やインセンティブの制度を提供して、人々にGiving Tuesdayに寄付をするよう呼びかけた。2015年、ブラックバウドは、#GivingTuesdayの効果を強調するため、オンラインのダッシュボード上にリアルタイムの統計値を示すデータを提供した。
フェイスブックの創設者の一人でCEOのマーク・ザッカーバーグと妻のプリシラ・チャンは、生まれたばかりの娘に宛てた公開書簡を公表し、2人がフェイスブック株で得たザッカーバーグの財産の99%以上を新設したチャン・ザッカーバーグ・イニシアティブを通じて寄付をする意向であることを発表した。この発表は、Giving Tuesdayには言及していなかったものの、たまたま2015年のGiving Tuesdayに行われたことから、この2人によってGiving Tuesdayが新たな段階に入ったとの見方もある。ただ、ブラックバウドのデータの分析者は、ザッカーバーグの発表はGiving Tuesdayの募金全体の額にそれほど影響を及ぼしていないのではないかと考えていた。
内部文書を見ると、ブラックバウドが処理したGiving Tuesdayの募金額は3,960万ドルであり、その日に動いた金額の合計が1億1,700万ドルに上ったことが分かる。

## 反響
Giving Tuesdayの反響は徐々に大きくなっており、グーグル、マイクロソフト、スカイプ、シスコ、ユニセフ、ケース財団をはじめとする数多くの組織がパートナーとして参加するに至っている。Giving Tuesdayは、消費者文化に対する防御手段として、また人々がお返しをする方法として称賛されている。
ニューヨーク大学金融アクセス・イニシアティブのマネージング・ディレクターで効果的利他的団体ギブ・ウェルの役員でもあるティモシー・オグデンは、スタンダード・ソーシャル・イノベーション・レビューに、Giving Tuesdayに懐疑的な記事を2012年に1本、2013年にもう1本、それぞれ執筆している。
ニュースウェブサイトのインサイド・フィランソロピーでは、Giving Tuesdayが大成功を収め、グローバルに展開していったのは、フェイスブックの共同設立者ダスティン・モスコビッツの財団グッド・ベンチャーズが発表したギブ・ディレクトリへの500万ドルのマッチング・グラントやAOLの元CEOスティーブ・ケースが自身の団体が支援するチャリティー活動への寄付として発表したマッチング・ファンドの7万5,000ドルなど、IT企業やその設立者がこのイベントのプロモーションに果たす役割によるところが大きいと論じた。
ノンプロフィット・クオータリーの2015年1月号の記事では、Giving Tuesdayが一般に寄付の日との関連で論じられている。Giving Tuesdayは、複数のプラットフォームに対応した連合型キャンペーンであり、多くのNPOや募金を処理する数々の業者が係わっているが、いずれもたった1日に集中しているために人々の意識を高め、宣伝効果を上げるための調整が可能だと説明されており、ミネソタ州のギブ・トゥ・ザ・マックス・デーと対比されていた。ギブ・トゥ・ザ・マックス・デーのほうは、NPOは数多く参加するものの、お金の動きをきちんと追跡できるよう、募金の処理業者は毎年1社に決められている。